# Филологический переулок
Филологи́ческий переулок — переулок в Василеостровском районе Санкт-Петербурга. Проходит от Университетской набережной до Ботанического сада СПбГУ в направлении Волховского переулка.

## История
Название Филологический переулок дано 16 апреля 1887 года по историко-филологическому (ныне филологическому) факультету Петербургского университета.

## Достопримечательности

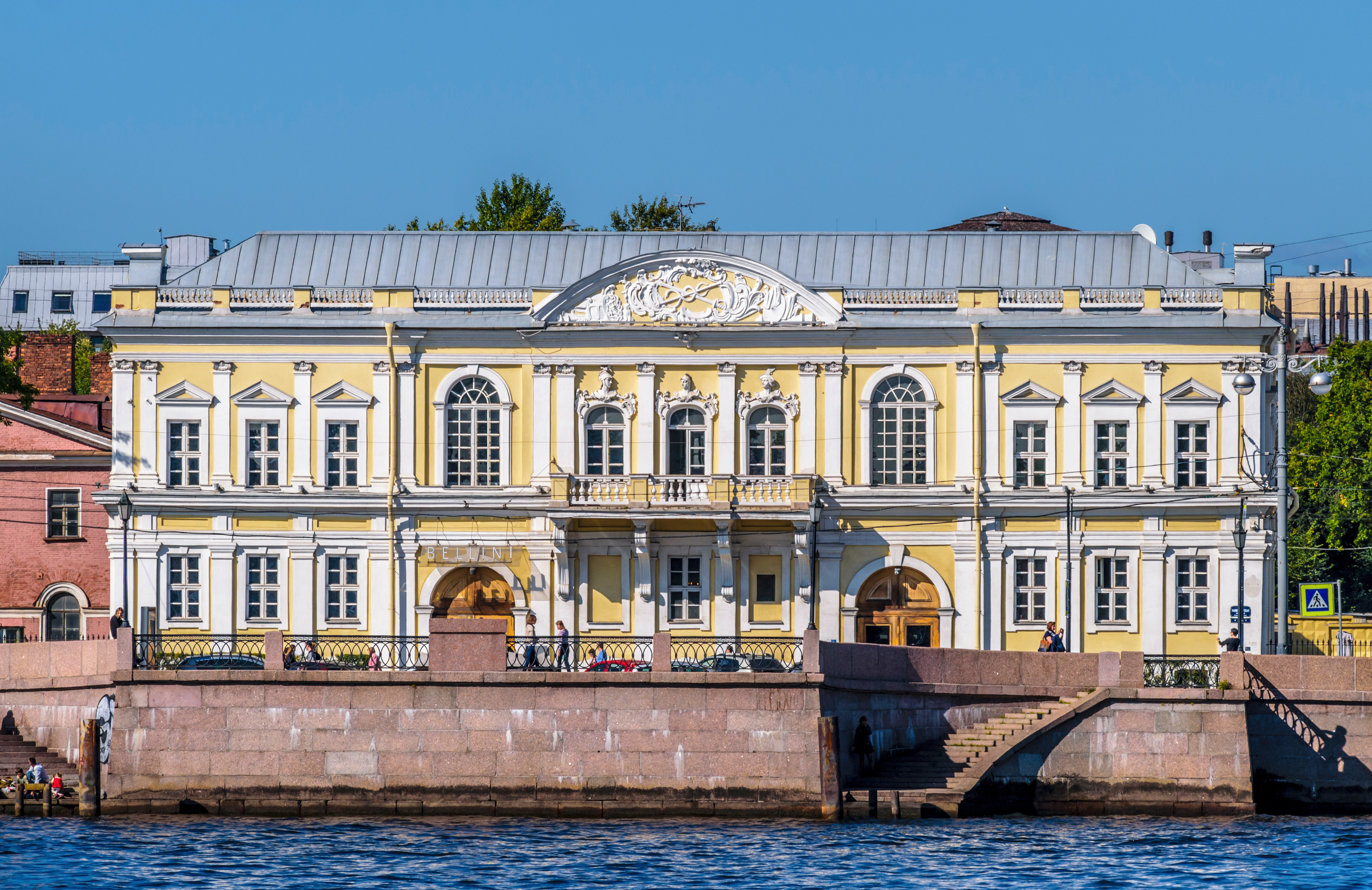
Здание манежа Первого кадетского корпуса

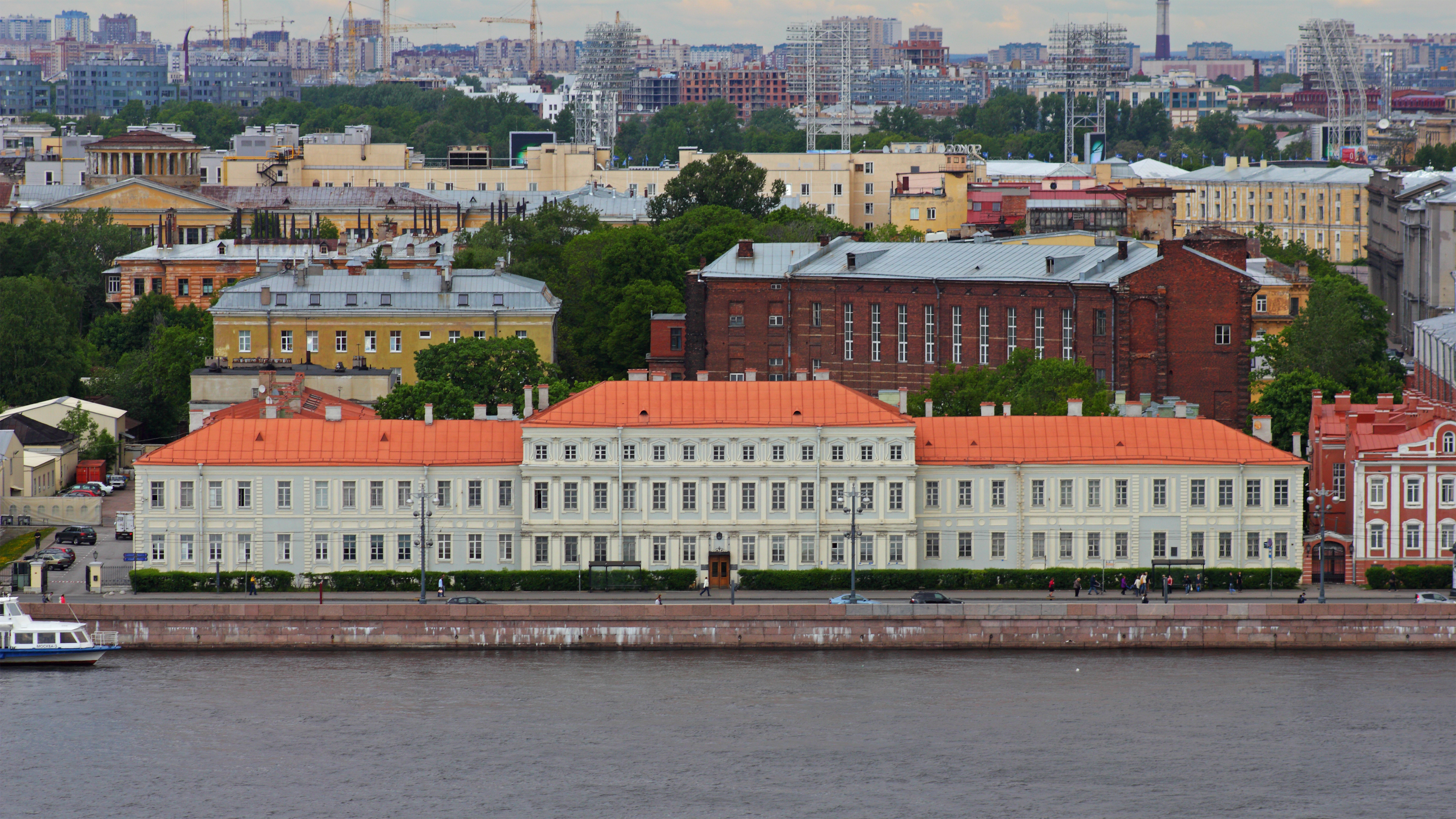
Дворец Петра II

- Дом 1 — дворец императора Петра II. С 1937 года — филологический и восточный факультеты СПбГУ. Архитекторы Д. Трезини (проект), Р. Б. Бернгард, В. И. Собольщиков, 1710—1714, 1727, 1759—1761, 1867—1870 годы.  Объект культурного наследия № 7810185000№ 7810185000
- Дом 2, 4 — флигель и манеж Первого кадетского корпуса. Архитекторы Н. Ф. Гербель (флигель), И.-Г. Борхардт, И. Я. Шумахер, скульптор И. Юст, 1714 (флигель), 1756—1759 годы.  Объект культурного наследия № 7810176005№ 7810176005
- Дом 3 — здание «Александровской коллегии» (общежитие студентов Санкт-Петербургского университета). Архитекторы Л. Н. Бенуа, Р. А. Гёдике, 1880—1882 годы.  памятник архитектуры (вновь выявленный объект)[2]